# Jestem Gabriel
 Jestem Gabriel (org. I Am Gabriel) – amerykański film religijny z 2012 roku.

## Treść
Miasteczko Promise od wielu lat nękają nieszczęścia. Brak nadziei na przyszłość skłaniają kolejne rodziny do wyjazdu. Niespodziewanie w mieście pojawia się tajemniczy chłopiec który jest wysłannikiem Boga.

## Obsada
- Dean Cain: szeryf Brody
- Gavin Casalegno: Gabriel
- Elise Baughman: Ellen Murphy
- Carey Scott: Joe Murphy
- John Schneider: Doc
- Jenn Gotzon: Monroe
- Mike Norris: Chad Smith
- Rebekah Kennedy: Camrynn Ford
- Joe Berryman: Pastor Ford
- Rebekah Turner: Tonya Ford
- Lynette Elliott: Karen Smith
- Stephanie Peterson: Kelly Wall
- Greta 'CoCo' Norris: Lucy Wall
- Mary Wheat: Hannah
- Sheran Goodspeed Keyton: Jennifer
- Larry Jack Dotson: Sindaco Rankin
- Wesley 'Hollywood' Hathcoat: Wesley W. Ranger
- Steven Thompson Jr.: Steve Ranger
- Grant James: Anziano
- Robert Grossman: George Mason
- Benjamin Dane: Frank Pierce
- Max Carlos Norris: Ben

i inni.